# Acuvue

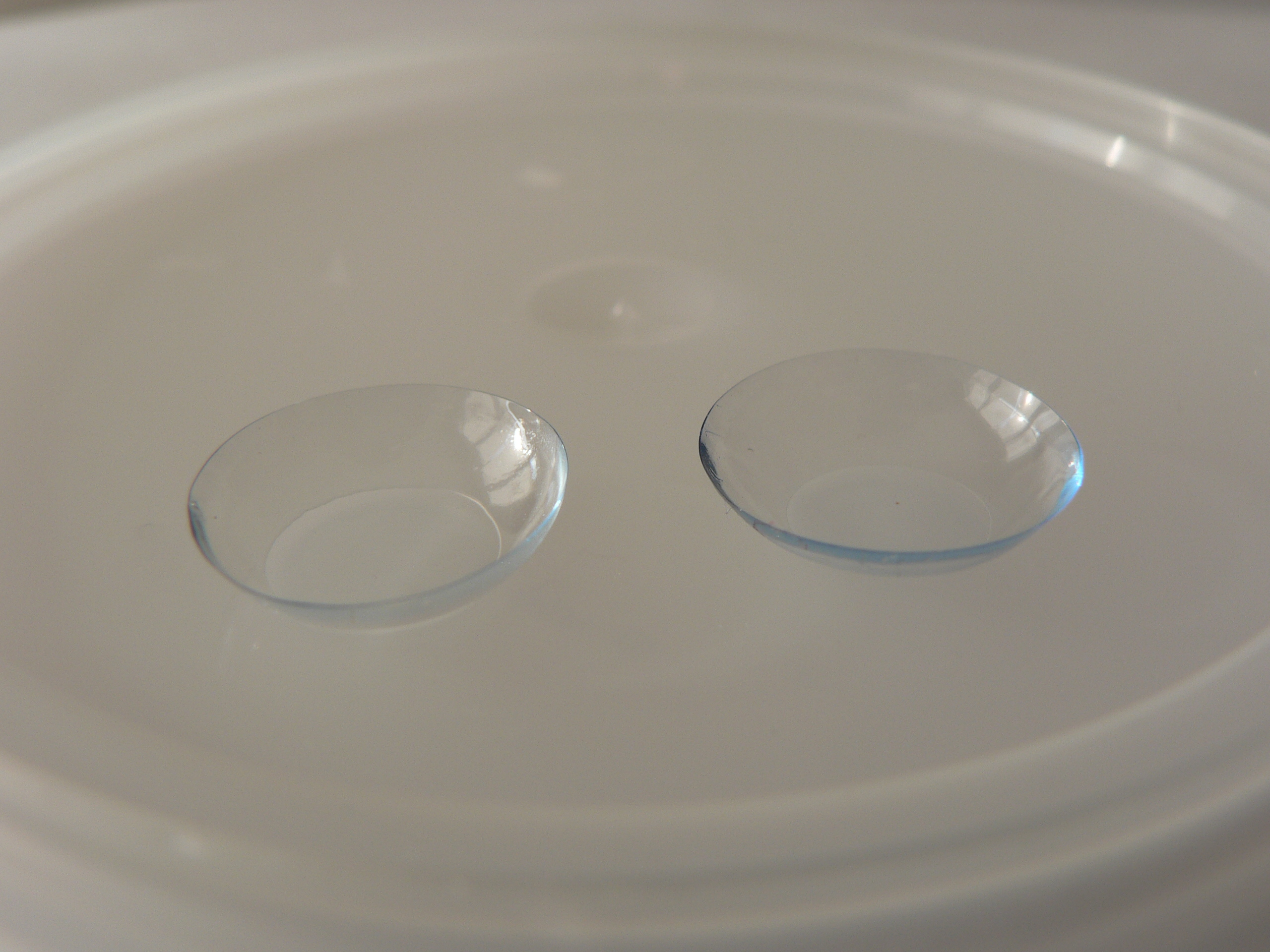
Lentes de contato Acuvue - tipo gelatinosas

ACUVUE foi a primeira marca, disponível em larga escala, de lentes de contato. Estas lentes são feitas pela VISTAKON, uma sub empresa da Johnson & Johnson.
As lentes Acuvue começaram a ser produzidas na Frontier Contact Lens Company (Companhia de Lentes de Contato Frontier, em tradução livre), uma pequena empresa que iniciou suas operações em 1950 e abriu uma filial em Jacksonville.
Dirigida por Seymour Marco, um optometrista, a companhia começou a crescer. Após alguns anos Marco comprou os "New York owners" e o negócio de lentes passou a valorizar-se significativamente.
Durante os anos 70, Marco desenvolveu um novo material (etafilcon A), e passou a produzir lentes macias (mais confortáveis) em Frontier. 
Em 1981 a empresa foi comprada pela Johnson & Johnson. Assim que comprou a companhia, a Johnson & Johnson mudou o nome de "Frontier Contact Lenses" para "Vistakon". Pouco tempo depois passaram a investir em um novo processo de produção, com objetivo de evitar o contato manual em cada lente de contato, e aumentar a produção.
Utilizando uma tecnologia chamada de "Stabilized Soft Molding", Vistakon passou a produzir muito mais. Como resultado, as lentes de contato Acuvue foram introduzidas no mercado em 1986. As primeiras lentes fabricadas duravam 7 dias, e depois passaram a fabricar lentes que duravam 1 dia. Atualmente, a linha de lentes Acuvue vai de 1 dia de duração, até 2 semanas; como a Acuvue 2 e Oasys.
Nos dias atuais, toda a produção das lentes Acuvue fica nos Estados Unidos, com exceção de uma filial localizada na Irlanda.
Esta filial localizada em Limerick (cidade irlandesa) é uma das mais avançadas na produção de lentes de contato; desde que abriu, em 1996. 
Apesar de todo sucesso obtido pela Vistakon nos últimos anos, eles competem diretamente com Bausch & Lomb e a CIBA Vision, uma afiliada da Novartis, grande empresa farmacêutica.